# Lahoma (Oklahoma)
Lahoma es un pueblo ubicado en el condado de Garfield en el estado estadounidense de Oklahoma. En el año 2010 tenía una población de 611 habitantes y una densidad poblacional de 763,75 personas por km².

## Geografía
Lahoma se encuentra ubicado en las coordenadas 36°23′17″N 98°5′20″O / 36.38806, -98.08889 (36.387928, -98.088752).

## Demografía
Según la Oficina del Censo en 2000 los ingresos medios por hogar en la localidad eran de $30,227 y los ingresos medios por familia eran $37,875. Los hombres tenían unos ingresos medios de $25,625 frente a los $18,462 para las mujeres. La renta per cápita para la localidad era de $14,111. Alrededor del 8.9% de la población estaban por debajo del umbral de pobreza.